# Varengeville-sur-Mer
« Varengeville » redirige ici. Ne pas confondre avec Varangéville.
Varengeville-sur-Mer est une commune française située dans le département de la Seine-Maritime en région Normandie.
Elle est connue pour son cimetière marin, où sont enterrés, entre autres, Jean Francis Auburtin, Georges Braque, concepteur d'un vitrail de l'église, Georges de Porto-Riche et Albert Roussel. L'impressionniste français Claude Monet a visité Varengeville et peint ses paysages.

## Géographie

### Description

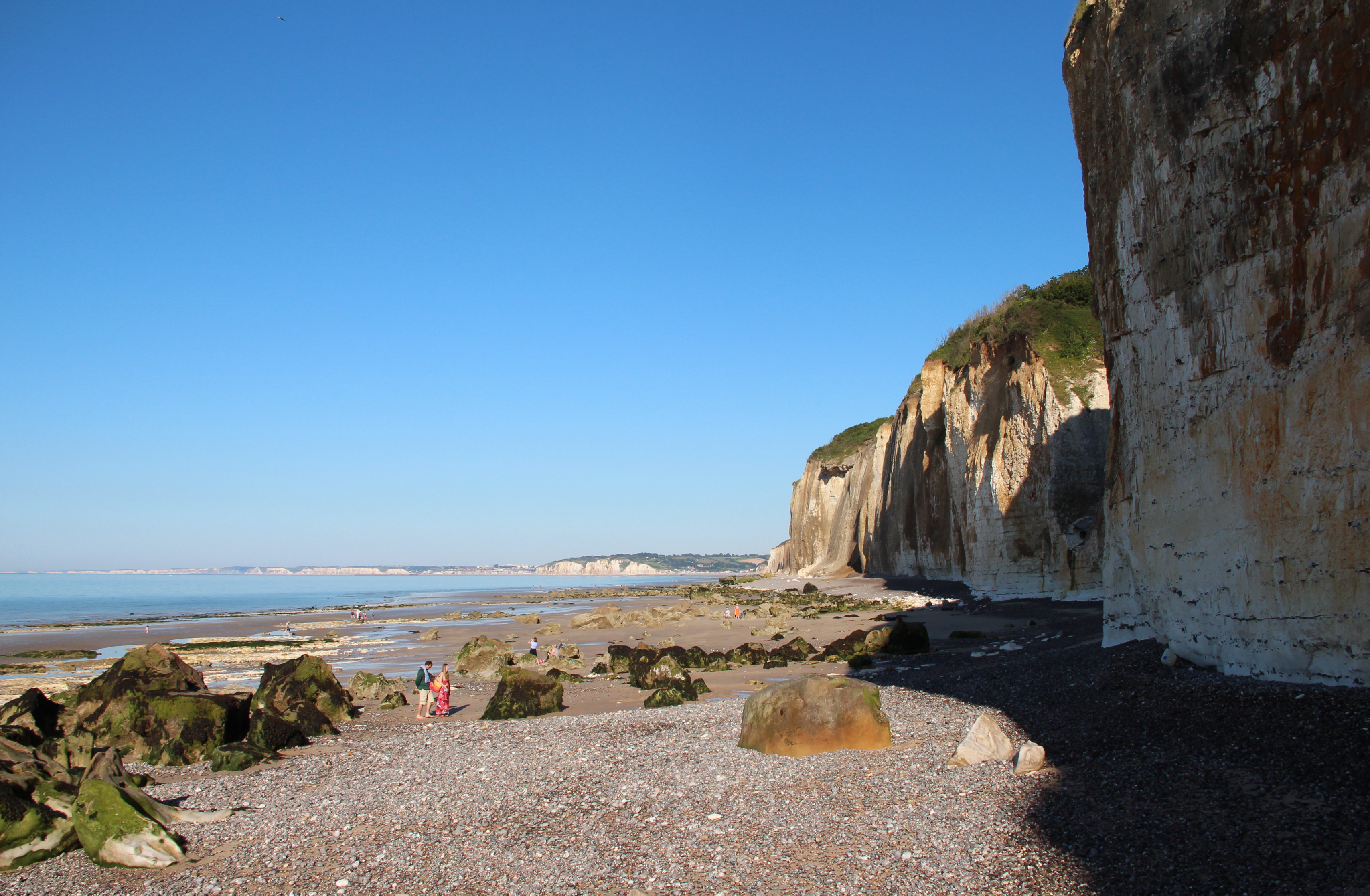
Plage de Vastérival, écart de Varengeville, où un promoteur envisage sur le plateau un vaste lotissement au début du XXe siècle (projet resté inachevé).

Varengeville-sur-Mer est un village normand du pays de Caux situé entre la l'ancienne RN 25 (actuelle RD 925) et la Manche, à  cinq kilomètres à l'ouest de Dieppe, entre Pourville et Sainte-Marguerite-sur-Mer.
Elle dispose de deux plages sauvages, la plage du Petit Ailly appelée aussi la Glacière et la plage de la Gorge des Moutiers, accessible uniquement à pied, située sous l'église Saint-Valery et son fameux cimetière marin, en prolongement du parc des Moutiers.

### Communes limitrophes
Les communes limitrophes sont  Hautot-sur-Mer, Longueil, Offranville, Ouville-la-Rivière et Sainte-Marguerite-sur-Mer.

### Hydrographie
La commune est située dans le bassin Seine-Normandie. Elle n'est drainée par aucun cours d'eau,.

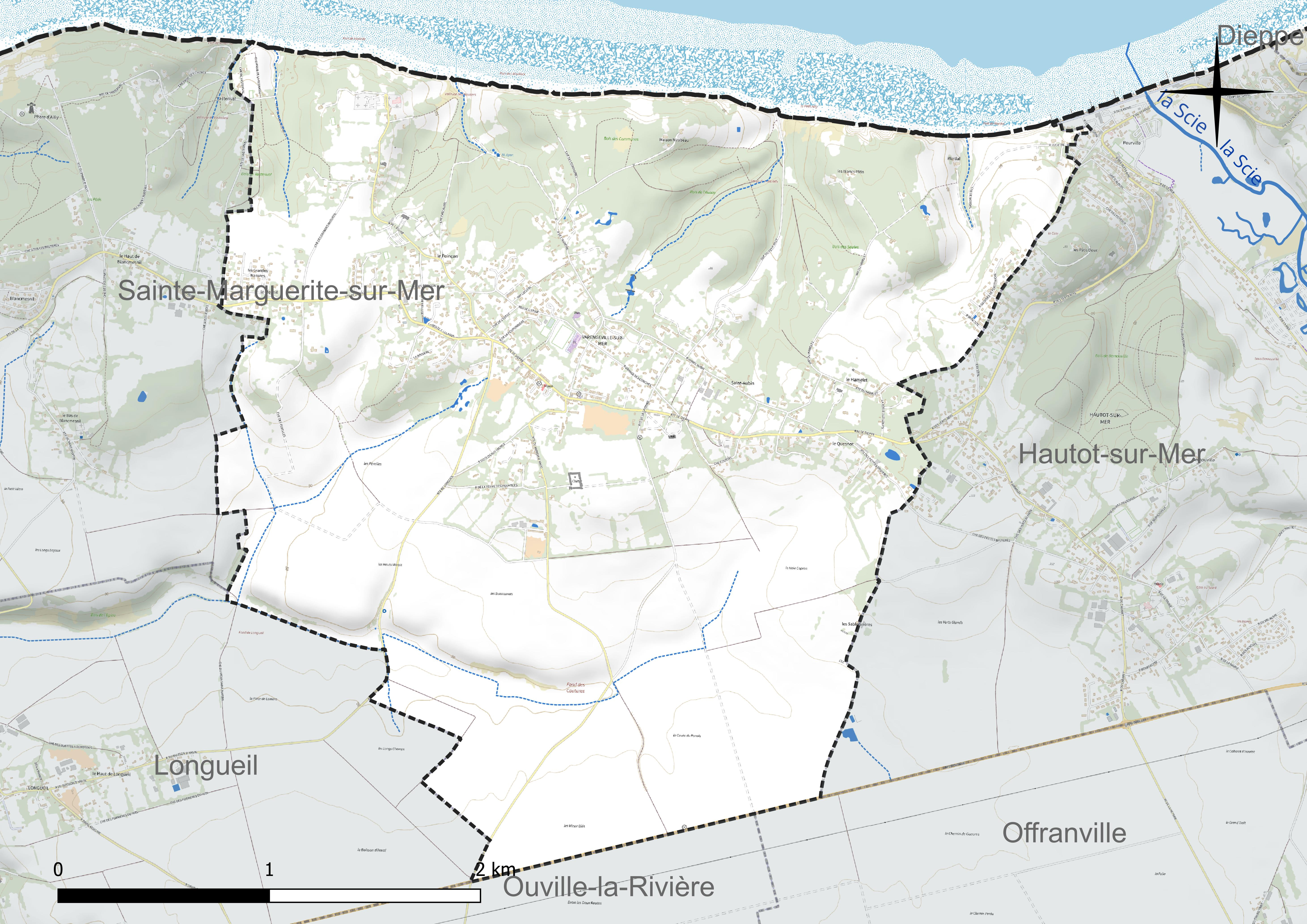
Réseau hydrographique de Varengeville-sur-Mer.

### Climat
Pour des articles plus généraux, voir Climat de la Normandie et Climat de la Seine-Maritime.
En 2010, le climat de la commune est de type climat océanique franc, selon une étude du CNRS s'appuyant sur une série de données couvrant la période 1971-2000. En 2020, Météo-France publie une typologie des climats de la France métropolitaine dans laquelle la commune est exposée à un climat océanique et est dans la région climatique Côtes de la Manche orientale, caractérisée par un faible ensoleillement (1 550 h/an) ; forte humidité de l’air (plus de 20 h/jour avec humidité relative > 80 % en hiver), vents forts fréquents. Parallèlement le GIEC normand, un groupe régional d’experts sur le climat, différencie quant à lui, dans une étude de 2020, trois grands types de climats pour la région Normandie, nuancés à une échelle plus fine par les facteurs géographiques locaux. La commune est, selon ce zonage, exposée à un « climat maritime », correspondant au Pays de Caux, frais, humide et pluvieux, légèrement plus frais que dans le Cotentin.
Pour la période 1971-2000, la température annuelle moyenne est de 10,6 °C, avec une amplitude thermique annuelle de 12,4 °C. Le cumul annuel moyen de précipitations est de 845 mm, avec 12,6 jours de précipitations en janvier et 8,3 jours en juillet. Pour la période 1991-2020, la température moyenne annuelle observée sur la station météorologique la plus proche, située sur la commune de Dieppe à 6 km à vol d'oiseau, est de 11,3 °C et le cumul annuel moyen de précipitations est de 805,2 mm,. Pour l'avenir, les paramètres climatiques de la commune estimés pour 2050 selon différents scénarios d'émission de gaz à effet de serre sont consultables sur un site dédié publié par Météo-France en novembre 2022.

### Géologie
Le territoire est traversé par le synclinal du Vexin, aussi appelé synclinal de Varengeville. C'est dans cette gouttière normande de direction SE-NO que se sont déposés les sédiments sablo-argileux sur la série stratigraphique de la craie. Le bassin parisien a en effet subi les contrecoups de l'orogenèse alpine qui a déformé ou ondulé les terrains. Le rejeu des structures hercyniennes lors de cette orogenèse a donné une succession d'anticlinaux et de synclinaux de direction varisque, le plus remarquable étant l'anticlinal du pays de Bray.
La présence de nappes phréatiques (entre 2 et 12 mètres de profondeur au sommet des argiles imperméables et dans les niveaux sableux perméables) qui s'écoulent vers la mer, engendre une érosion importante des falaises sablo-argileuses. Leur glissement due à l'alternance de matériaux perméables imperméables, est à l'origine d'arrière-falaises que l'on appelle localement frettes et qui voient des pans entiers de leurs matériaux se décoller et former des crevasses pour glisser sur les replats. Dans ces conditions, il se forme un front d'érosion de plusieurs kilomètres de long et de centaines de mètres. L'érosion agit sur le haut de falaise (-80 m depuis 1930) et sur le bas de la falaise (-60 m en 100 ans).
Le littoral est jalonné de valleuses.

## Urbanisme

### Typologie
Au 1er janvier 2024, Varengeville-sur-Mer est catégorisée commune rurale à habitat dispersé, selon la nouvelle grille communale de densité à sept niveaux définie par l'Insee en 2022.
Elle appartient à l'unité urbaine de Hautot-sur-Mer, une agglomération intra-départementale regroupant trois communes, dont elle est une commune de la banlieue,,. Par ailleurs la commune fait partie de l'aire d'attraction de Dieppe, dont elle est une commune de la couronne,. Cette aire, qui regroupe 62 communes, est catégorisée dans les aires de 50 000 à moins de 200 000 habitants,.
La commune, bordée par la Manche, est également une commune littorale au sens de la loi du 3 janvier 1986, dite loi littoral. Des dispositions spécifiques d’urbanisme s’y appliquent dès lors afin de préserver les espaces naturels, les sites, les paysages et l’équilibre écologique du littoral, tel le principe d'inconstructibilité, en dehors des espaces urbanisés, sur la bande littorale des 100 mètres, ou plus si le plan local d’urbanisme le prévoit.

### Occupation des sols

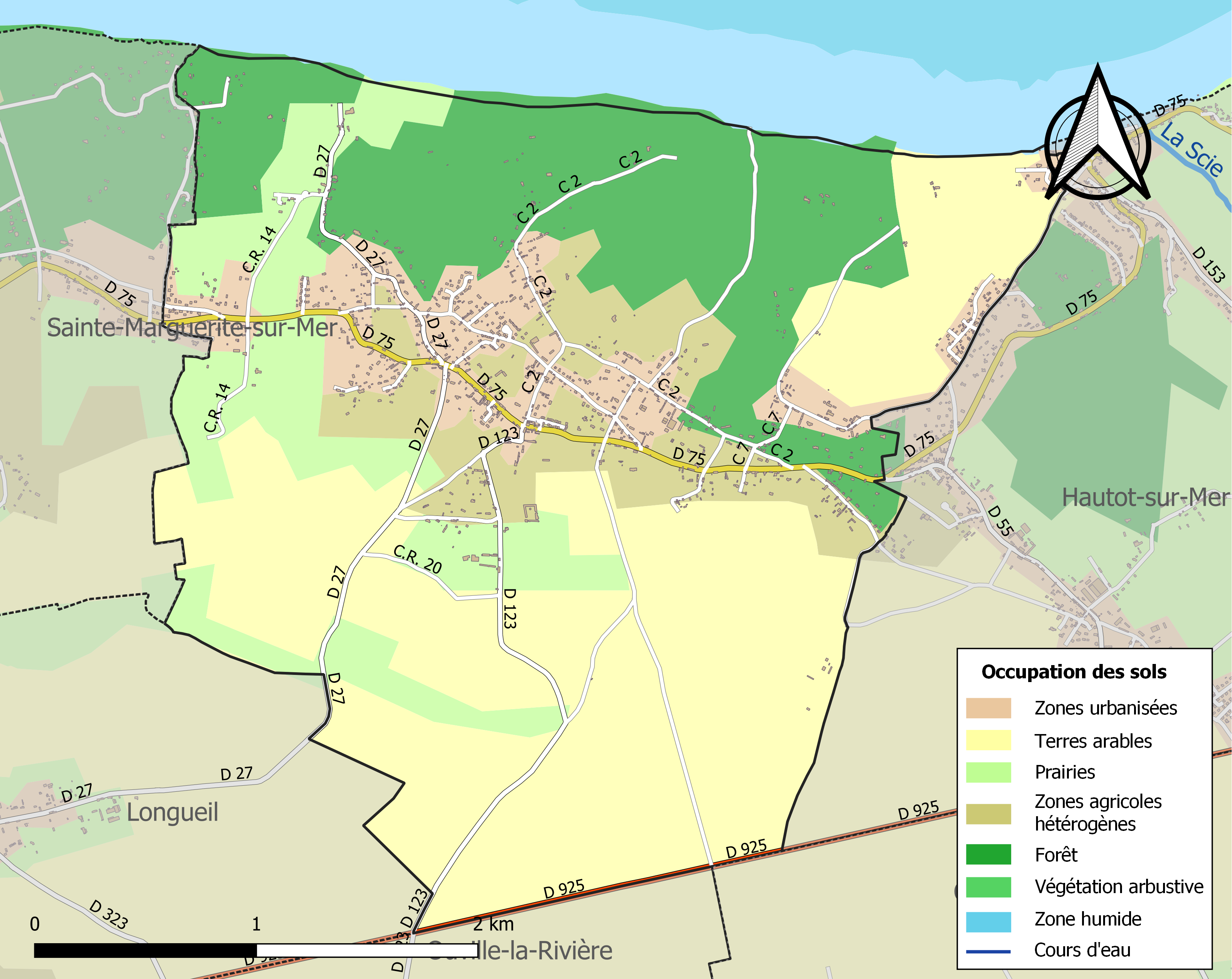
Carte des infrastructures et de l'occupation des sols de la commune en 2018 (CLC).

L'occupation des sols de la commune, telle qu'elle ressort de la base de données européenne d’occupation biophysique des sols Corine Land Cover (CLC), est marquée par l'importance des territoires agricoles (66,3 % en 2018), en diminution par rapport à 1990 (69,6 %). La répartition détaillée en 2018 est la suivante :
terres arables (42,1 %), forêts (23,3 %), prairies (13,7 %), zones agricoles hétérogènes (10,5 %), zones urbanisées (10 %), zones humides côtières (0,4 %). L'évolution de l’occupation des sols de la commune et de ses infrastructures peut être observée sur les différentes représentations cartographiques du territoire : la carte de Cassini (XVIIIe siècle), la carte d'état-major (1820-1866) et les cartes ou photos aériennes de l'IGN pour la période actuelle (1950 à aujourd'hui).

### Habitat et logement
En 2020, le nombre total de logements dans la commune était de 830, alors qu'il était de 776 en 2015 et de 758 en 2010.
Parmi ces logements, 59,7 % étaient des résidences principales, 36,5 % des résidences secondaires et 3,8 % des logements vacants. Ces logements étaient pour 91 % d'entre eux des maisons individuelles et pour 9 % des appartements.
Le tableau ci-dessous présente la typologie des logements à Varengeville-sur-Mer en 2020 en comparaison avec celle de la Seine-Maritime et de la France entière. Une caractéristique marquante du parc de logements est ainsi une proportion de résidences secondaires et logements occasionnels (36,5 %), très supérieure à celle du département (4,1 %) et à celle de la France entière (9,7 %), caractéristique d'une commune balnéaire. Concernant le statut d'occupation de ces logements, 69,6 % des habitants de la commune sont propriétaires de leur logement (71,7 % en 2015), contre 53 % pour la Seine-Maritime et 57,5 pour la France entière.
| Typologie                                               | Varengeville-sur-Mer | Seine-Maritime | France entière |
| ------------------------------------------------------- | -------------------- | -------------- | -------------- |
| Résidences principales (en %)                           | 59,7                 | 87,9           | 82,1           |
| Résidences secondaires et logements occasionnels (en %) | 36,5                 | 4,1            | 9,7            |
| Logements vacants (en %)                                | 3,8                  | 8,1            | 8,2            |

## Toponymie
Varengeville
Le nom de la localité est attesté sous les formes Waringivilla en 1035, Ware[n]gervilla au XIIe siècle.
Il s'agit d'un type toponymique médiéval en -ville « domaine rural » → « village » (mot issu du gallo-roman villa « domaine rural » (latin villa rustica) et précédé, comme c'est le plus souvent le cas, d'un anthroponyme d'origine germanique (ou anglo-scandinave en Normandie). Il faut vraisemblablement avoir recours au nom de personne francique Warengarius, encore attesté comme patronyme en Seine-Maritime sous la forme Varanger et dans la Sarthe, notamment sous les formes Guéranger et Garanger. Le maintien du [w] initial puis son passage à [v] au XIIe siècle s'explique par la situation de Varengeville dans la partie septentrionale de la Normandie, alors que, plus au sud (et en français standard), on aurait abouti à *Garangeville. Homonymie avec Saint-Pierre-de-Varengeville (Seine-Maritime, Warengiervillam XIIe siècle).
Remarque : Dans un ouvrage postérieur, François de Beaurepaire rapproche Varengeville de Varenguebec (Manche, Warengebech 1185) et Varengron (bois de) à Vasteville (Warengelon 1274) et Varengron (Calvados, Saint-Contest, Warengelon 1398) qui sont, pour lui, formés avec le nom de personne germanique Waringus, associé pour le premier à l'appellatif -bec, du vieux norois bekkr « ruisseau » et pour le second à -lon, élément issu du norois lundr « bosquet ». Les patronymes Varangue / Varengue qui en procèdent sont uniquement caractéristiques des départements normands, notamment de la Manche et de la Seine-Maritime. Varengeville se situe par ailleurs dans la zone de diffusion de la toponymie scandinave. Souvent les noms de personnes scandinaves se sont confondus avec des noms germaniques continentaux ou anglo-saxons. Ainsi, l'élément Vareng- peut-il représenter le nom de personne norois de forme proche Væringi, variante de  Væringr, c'est-à-dire « le Varègue ».
Vasterival
Vallon et plage à Varengeville-sur-Mer (manoir de Wathierval 1333, vallon de Vatrival 1762) : « Le val de Vautier ou Vatier », formes normandes de Gauthier. Le s graphique dans Vaste- destiné à marquer la voyelle [a] fermée et longue, est apparu fin XVIIIe siècle. La prononciation traditionnelle est attestée par la forme de 1762, Vatrival.

## Histoire
On voyait encore au XIXe siècle de nombreuses traces de fortifications au lieu-dit le Câtelier, disparues aujourd'hui, elles n'ont jamais fait l'objet de datations précises.
Dans la seconde moitié du XIXe siècle, dans le sillon de la renommée de Dieppe, devenue station balnéaire à la mode, Varengeville est un lieu fréquenté par les artistes, par exemple des peintres comme le sont William Turner ou Claude Monet.

## Politique et administration

### Rattachements administratifs et électoraux

#### Rattachements administratifs
La commune se trouve dans l'arrondissement de Dieppe du département de la Seine-Maritime.
Elle faisait partie depuis 1801 du canton d'Offranville. Dans le cadre du redécoupage cantonal de 2014 en France, cette circonscription administrative territoriale a disparu, et le canton n'est plus qu'une circonscription électorale.

#### Rattachements électoraux
Pour les élections départementales, la commune fait partie depuis 2014 du canton de Dieppe-1
Pour l'élection des députés, elle fait partie de la sixième circonscription de la Seine-Maritime.

### Intercommunalité
Varengeville-sur-Mer est membre de la communauté d'agglomération de la Région Dieppoise, dite Dieppe-Maritime, un établissement public de coopération intercommunale (EPCI) à fiscalité propre créé en 2003 et auquel la commune a transféré un certain nombre de ses compétences, dans les conditions déterminées par le code général des collectivités territoriales.

### Liste des maires
| Période                                  | Période                        | Identité             | Étiquette     | Qualité |
| ---------------------------------------- | ------------------------------ | -------------------- | ------------- | --- |
| Les données manquantes sont à compléter. |                                |                      |               | |
|                                          |                                |                      |               | |
| 1835                                     |                                | Pierre Godeby        |               | |
| 1899                                     |                                | Eugène Leblond       |               | |
| 1906                                     |                                | M. Bouteiller        |               | |
|                                          |                                |                      |               | |
| avant 1988                               | 1989                           | André Carpentier     |               | Professeur de médecine |
| mars 1989                                | mars 2008                      | Christian Blanckaert |               | Directeur de société |
| mars 2008                                | En cours (au 18 décembre 2023) | Patrick Boulier      | Centre-gauche | Chef d'établissement scolaire retraité Président de la CA de la Région Dieppoise (2008 → 2014 et 2017 → 2023) Réélu pour le mandat 2014-2020, |

## Démographie
L'évolution du nombre d'habitants est connue à travers les recensements de la population effectués dans la commune depuis 1793. Pour les communes de moins de 10 000 habitants, une enquête de recensement portant sur toute la population est réalisée tous les cinq ans, les populations de référence des années intermédiaires étant quant à elles estimées par interpolation ou extrapolation. Pour la commune, le premier recensement exhaustif entrant dans le cadre du nouveau dispositif a été réalisé en 2008.

En 2022, la commune comptait 962 habitants, en évolution de −0,93 % par rapport à 2016 (Seine-Maritime : +0,35 %, France hors Mayotte : +2,11 %).
| 1793  | 1800  | 1806  | 1821  | 1831  | 1836  | 1841  | 1846  | 1851  |
| ----- | ----- | ----- | ----- | ----- | ----- | ----- | ----- | ----- |
| 1 196 | 1 272 | 1 265 | 1 125 | 1 138 | 1 095 | 1 160 | 1 140 | 1 087 |

| 1856  | 1861  | 1866  | 1872  | 1876  | 1881  | 1886  | 1891  | 1896  |
| ----- | ----- | ----- | ----- | ----- | ----- | ----- | ----- | ----- |
| 1 062 | 1 040 | 1 062 | 1 065 | 1 092 | 1 054 | 1 065 | 1 020 | 1 010 |

| 1901 | 1906 | 1911 | 1921 | 1926 | 1931  | 1936 | 1946 | 1954 |
| ---- | ---- | ---- | ---- | ---- | ----- | ---- | ---- | ---- |
| 996  | 942  | 972  | 818  | 931  | 1 011 | 986  | 991  | 995  |

| 1962  | 1968 | 1975 | 1982  | 1990  | 1999  | 2006  | 2008  | 2013  |
| ----- | ---- | ---- | ----- | ----- | ----- | ----- | ----- | ----- |
| 1 011 | 986  | 998  | 1 050 | 1 048 | 1 179 | 1 071 | 1 040 | 1 005 |

| 2018 | 2022 | - | - | - | - | - | - | - |
| ---- | ---- | - | - | - | - | - | - | - |
| 943  | 962  | - | - | - | - | - | - | - |

## Culture locale et patrimoine
« Entre le cap d'Ailly et Varengeville, je m'étais perdu dans des chemins creux et j'errais à la recherche de la mer. »

— Paul Morand, Le réveille-matin, 1937, p.93

### Lieux et monuments
Les jardins de Varengeville-sur-mer
- Le jardin Shamrock, plus grande collection d'hortensias au monde avec plus d'un millier de variétés différentes, répertorié par le conservatoire français des collections végétales spécialisées (CCVS) et labellisé « jardin remarquable ».
- Le bois des Moutiers, parc de douze hectares comprenant un manoir, des jardins et un parc créé par Guillaume Mallet à partir de 1898 qui descend vers la mer. Il est notamment réputé pour ses rhododendrons géants. Le manoir a été construit dans le style Arts & Crafts par l'architecte anglais Sir Edwin Lutyens qui a, aussi, construit le palais du vice-roi des Indes à La Nouvelle-Delhi. Les jardins et le parc furent dessinés par la paysagiste anglaise Miss Gertrude Jekyll, personnalité marquante du mouvement Arts & Crafts. Le domaine des Moutiers est un site naturel classé depuis 1973[41]; la maison et les jardins font l'objet d’un classement au titre des monuments historiques depuis le 11 décembre 2009[42]. Enfin, ils ont reçu le label « jardin remarquable » en 2004.

- le Bois de Morville, jardin privé créé par le paysagiste Pascal Cribier pour Eric Choquet.
- le jardin du Vasterival se situe sur la commune voisine de Sainte-Marguerite-sur-Mer.

Monuments et autres lieux
- L'église Saint-Valery et le cimetière marin (classés monument historique sont situés au bord de la falaise, non loin du « Câtelier » que les autochtones nomment « la tombe du petit doigt de Gargantua ». Les tombes entourent l'édifice sauf du côté de l'abside. L'église et le cimetière ont servi de cadre pour le tournage de la scène du faux enterrement dans le film Le Retour du Grand Blond.
- La chapelle Saint-Dominique.
- Le musée Michel Ciry[43],[44].
- Le château de Varengeville-sur-Mer.
- Le manoir d'Ango, classé au titre des Monuments historiques en 1862.
- Le manoir de l'Église, ancienne villa la Palette, datant du 2e quart du XXe siècle, dont les jardins font l’objet d’un classement au titre des monuments historiques depuis le 3 décembre 2008[45].
- Les abords de l'église de Varengeville-sur-Mer  Site classé (1942)[46].
- Les falaises de Varengeville, qui sont au cœur d'un projet de classement au patrimoine mondial de l'UNESCO à l'initiative de la communauté d'agglomération de la Région Dieppoise
- Les valleuses permettant l'accès à la mer.

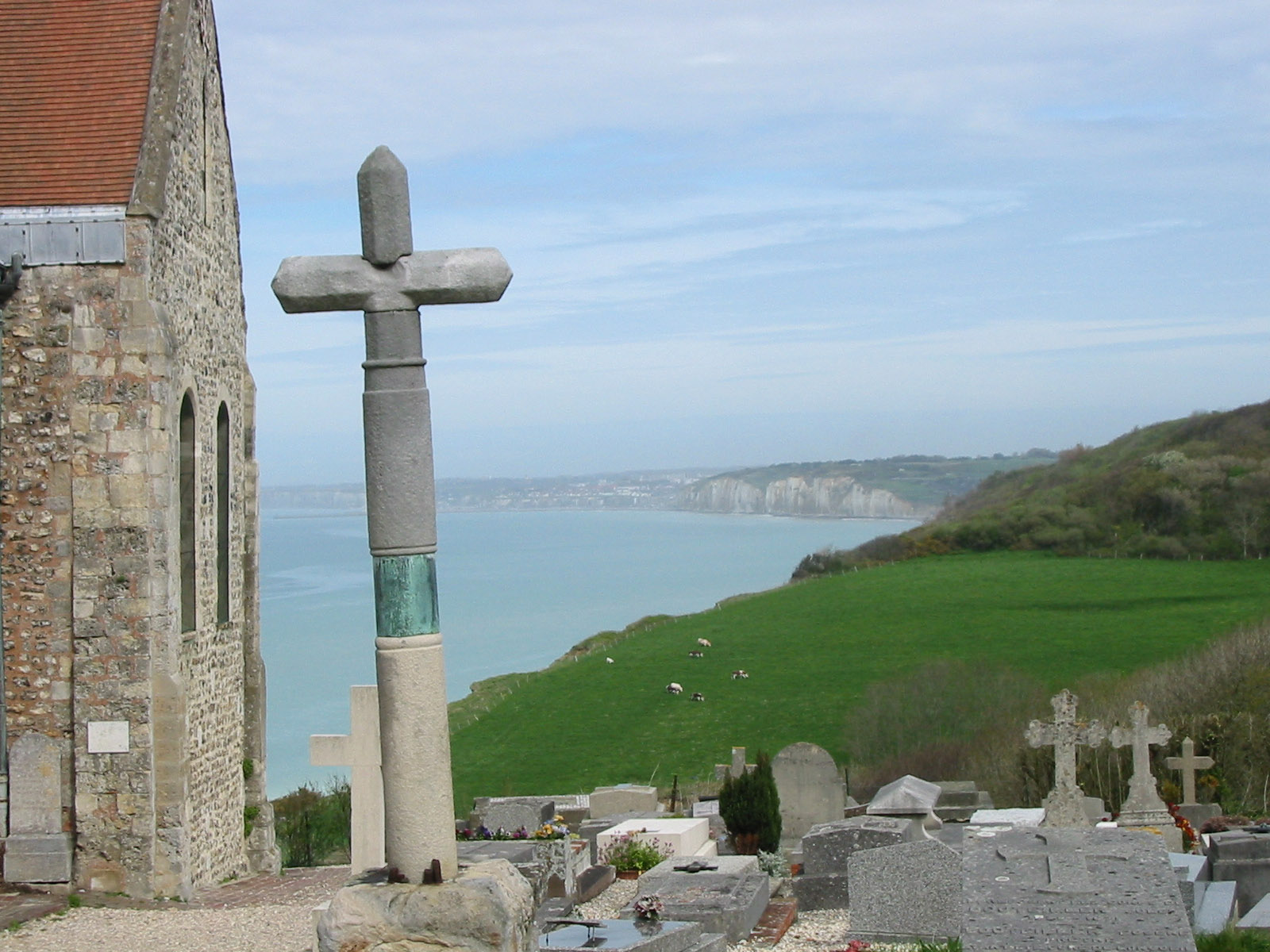
Le cimetière marin.
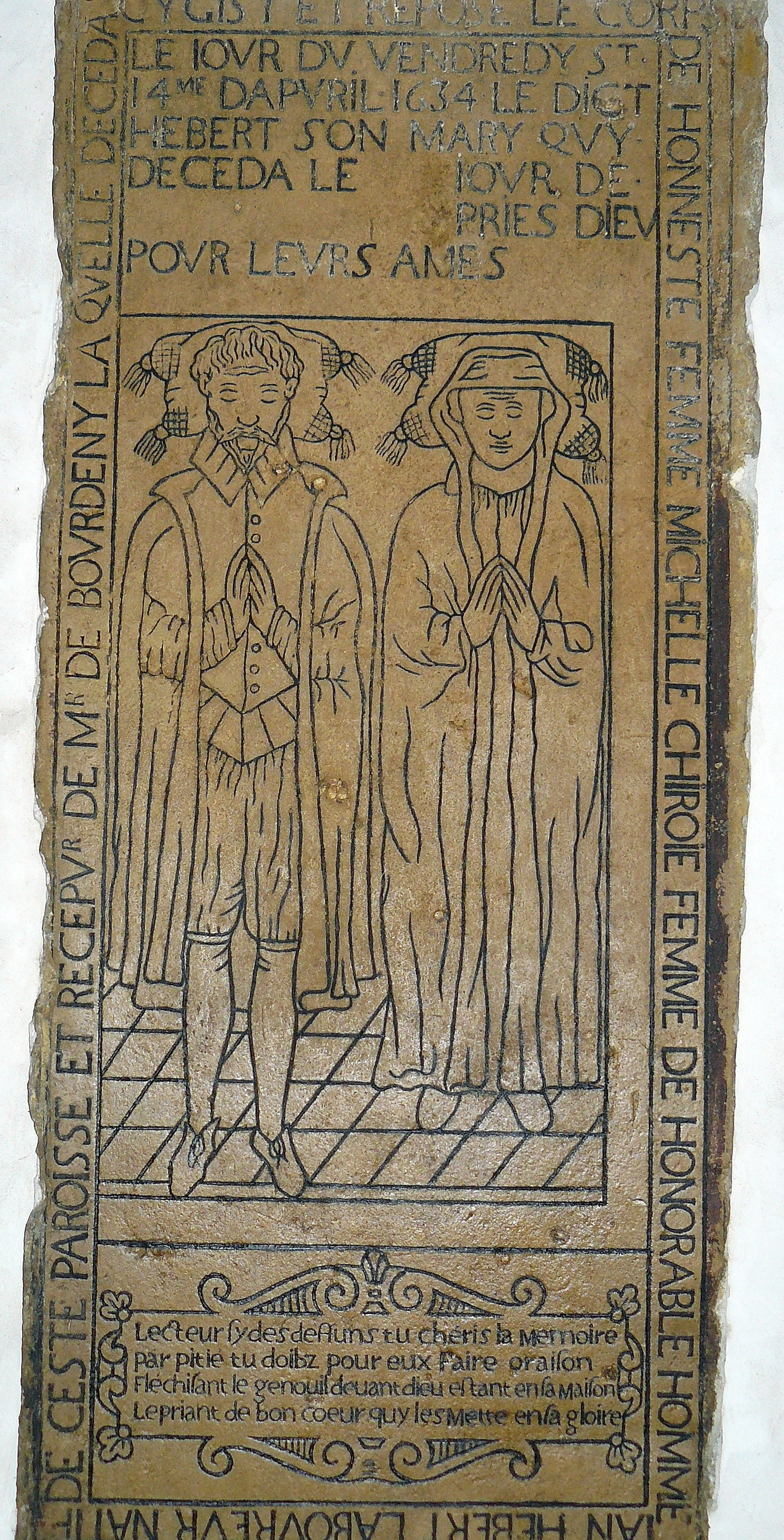
Dalle funéraire (XVIIe siècle).
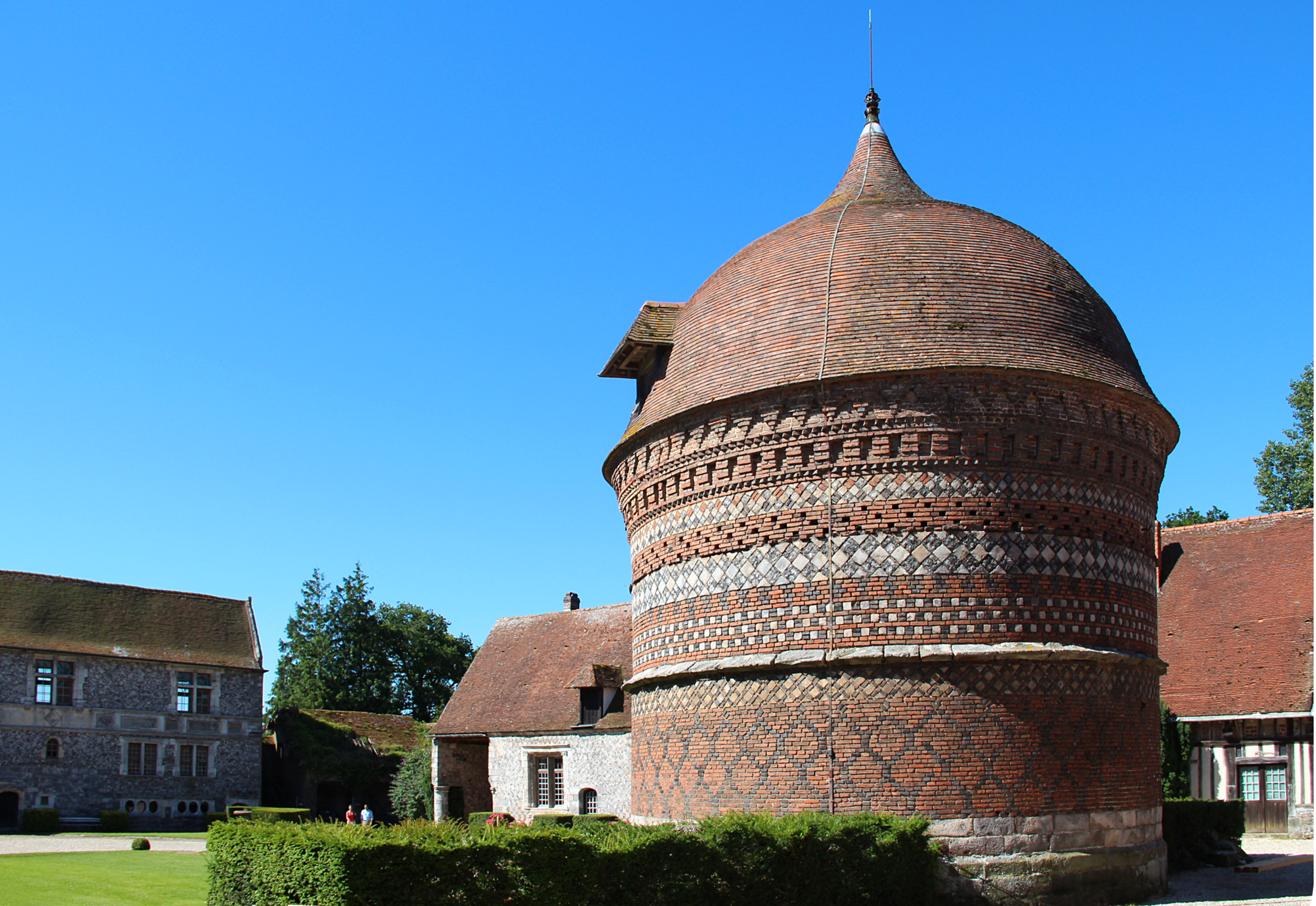
Colombier du manoir d'Ango (1532).
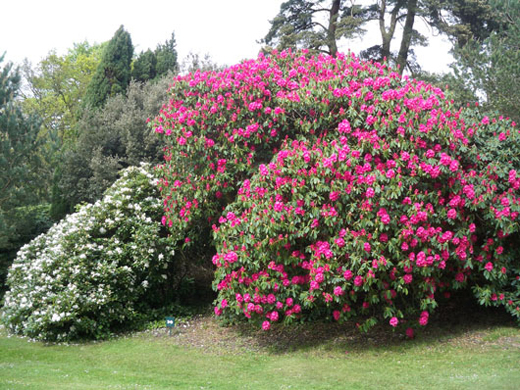
Un grand rhododendron bordant une clairière du bois des Moutiers.

### Personnalités liées à la commune
- Jean Ango (Jehan Angot), (1480-1551), armateur et navigateur.
- Jean Francis Auburtin (1866-1930), peintre, décédé à Varengeville.
- Louis Aragon et André Breton - les deux écrivains ont notamment séjourné au manoir d'Ango durant l'été 1927, afin d'y écrire respectivement Traité du style et Nadja.
- Georges Braque (1882-1963), inhumé au cimetière marin.
- Théodore de Broutelles (1842-1933), artiste peintre, inhumé au cimetière marin.
- Michel Ciry (1919-2018) artiste peintre, décédé à Varengeville, une partie de ses œuvres sont visibles dans son musée de Varengeville-sur-Mer.
- Frédéric Dumouchel (1960-) artiste peintre vivant et travaillant à Varengeville.
- Eugène Isabey (1803-1886) a peint plusieurs paysages de Varengeville.
- Jiddu Krishnamurti (1895-1986) a séjourné en 1915 au Bois Moutiers, où il a commencé la rédaction de son autobiographie.
- Bertrand Laffillé (1958-) artiste peintre vivant et travaillant à Varengeville-sur-Mer.
- René Ménard (1862-1930), peintre.
- Claude Monet (1840-1926) a peint plusieurs paysages de Varengeville.
- Paul Nelson (1895-1979), architecte, inhumé au cimetière marin.
- Georges de Porto-Riche (1849-1930), inhumé au cimetière marin.
- Maïlys Seydoux-Dumas (1967-) artiste peintre vivant et travaillant à Paris et Varengeville.
- Albert Roussel (1869-1937), inhumé au cimetière marin.
- Raphaël Salem (1898-1963), mathématicien, inhumé au cimetière marin.
- Daniel Salem (1925-2012), Past-Président du groupe Condé Nast.

### Varengeville dans les arts et la culture

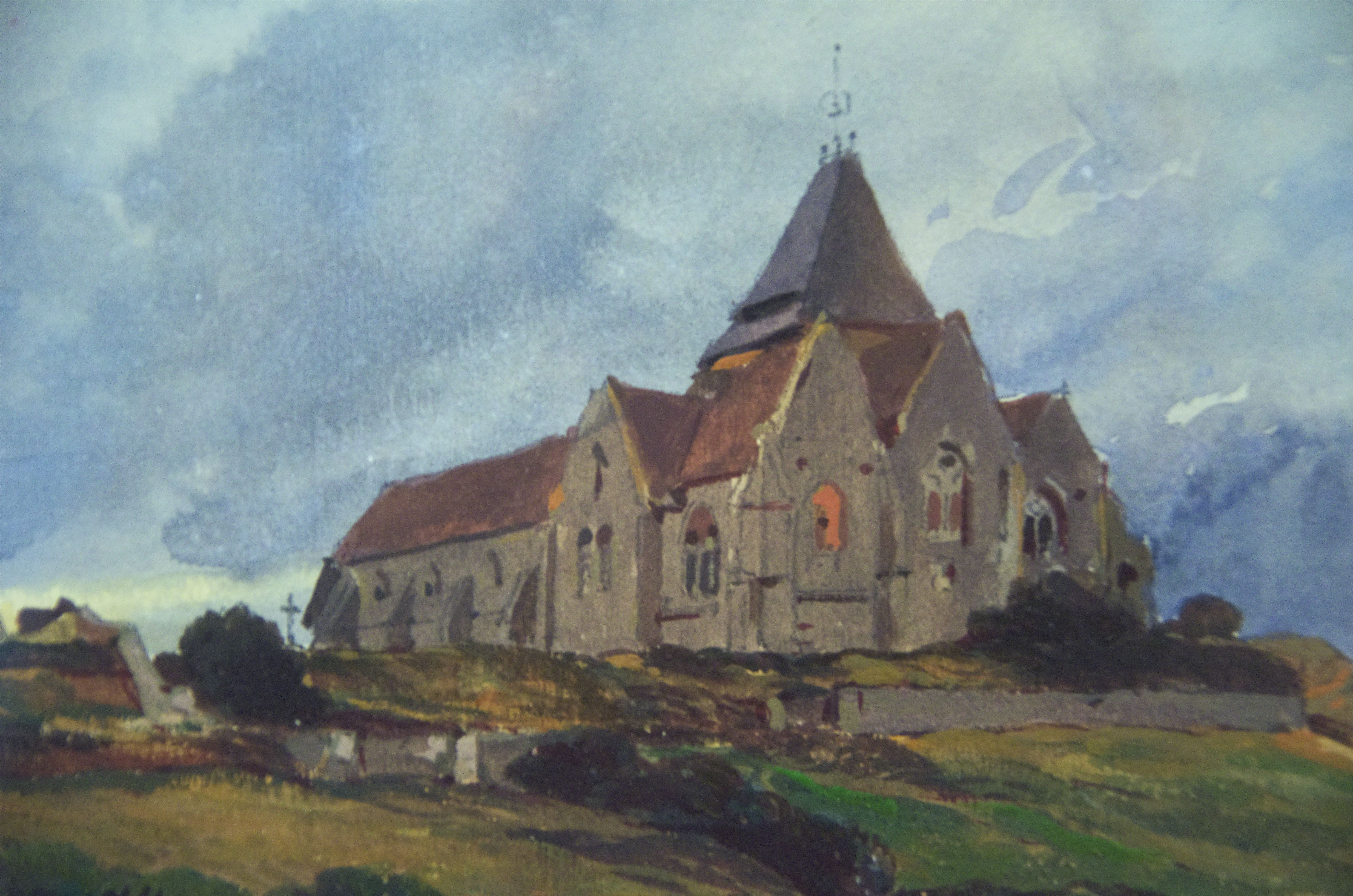
Eugène Isabey : Église de Varengeville (Musée du Louvre) [détail].
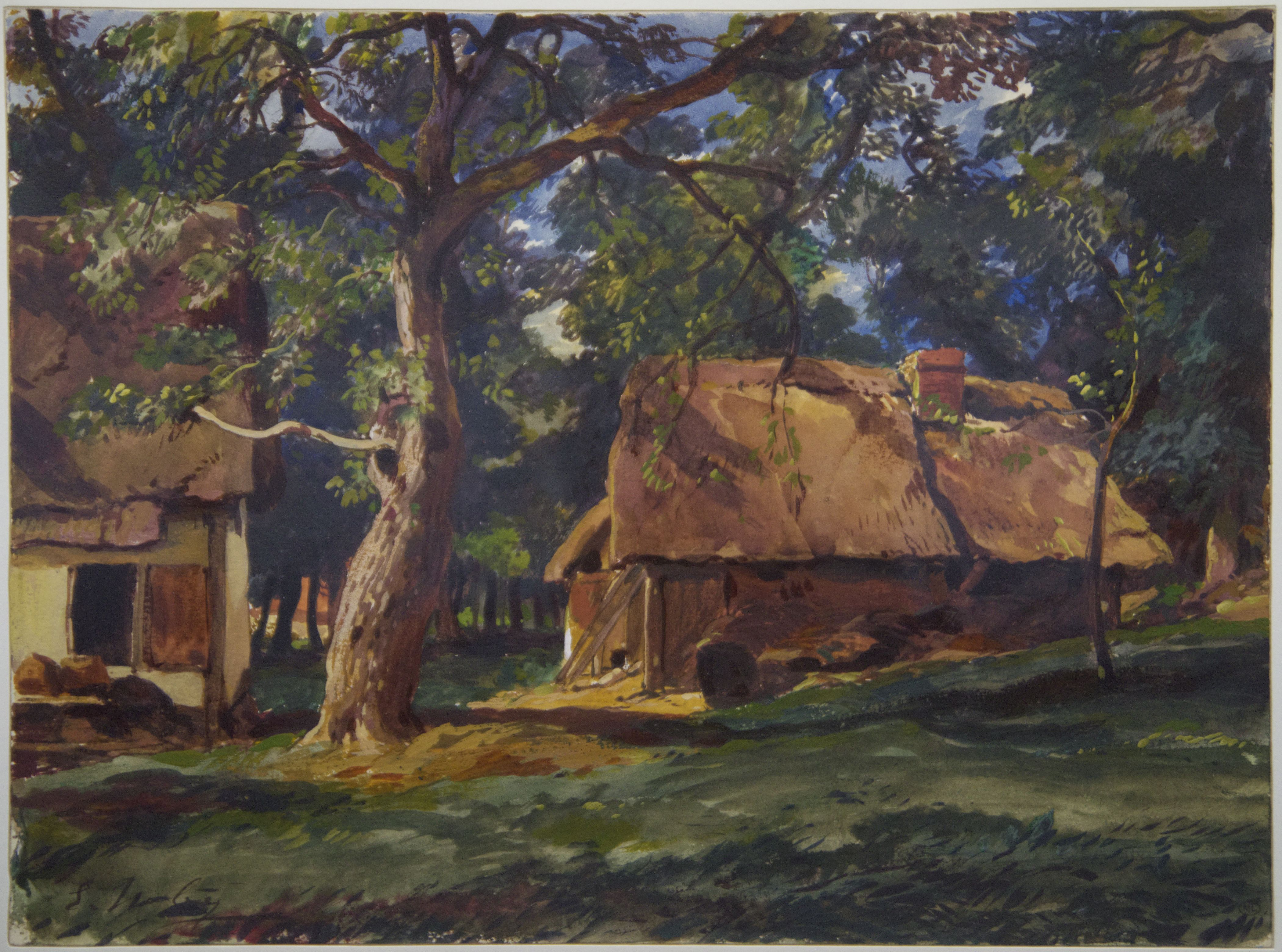
Eugène Isabey : Chaumières à Varengeville (Musée du Louvre).
Le Chemin creux dans la Falaise à Varangeville par Claude Monet.
La Maison du douanier de Varengeville, Claude Monet, 1882.
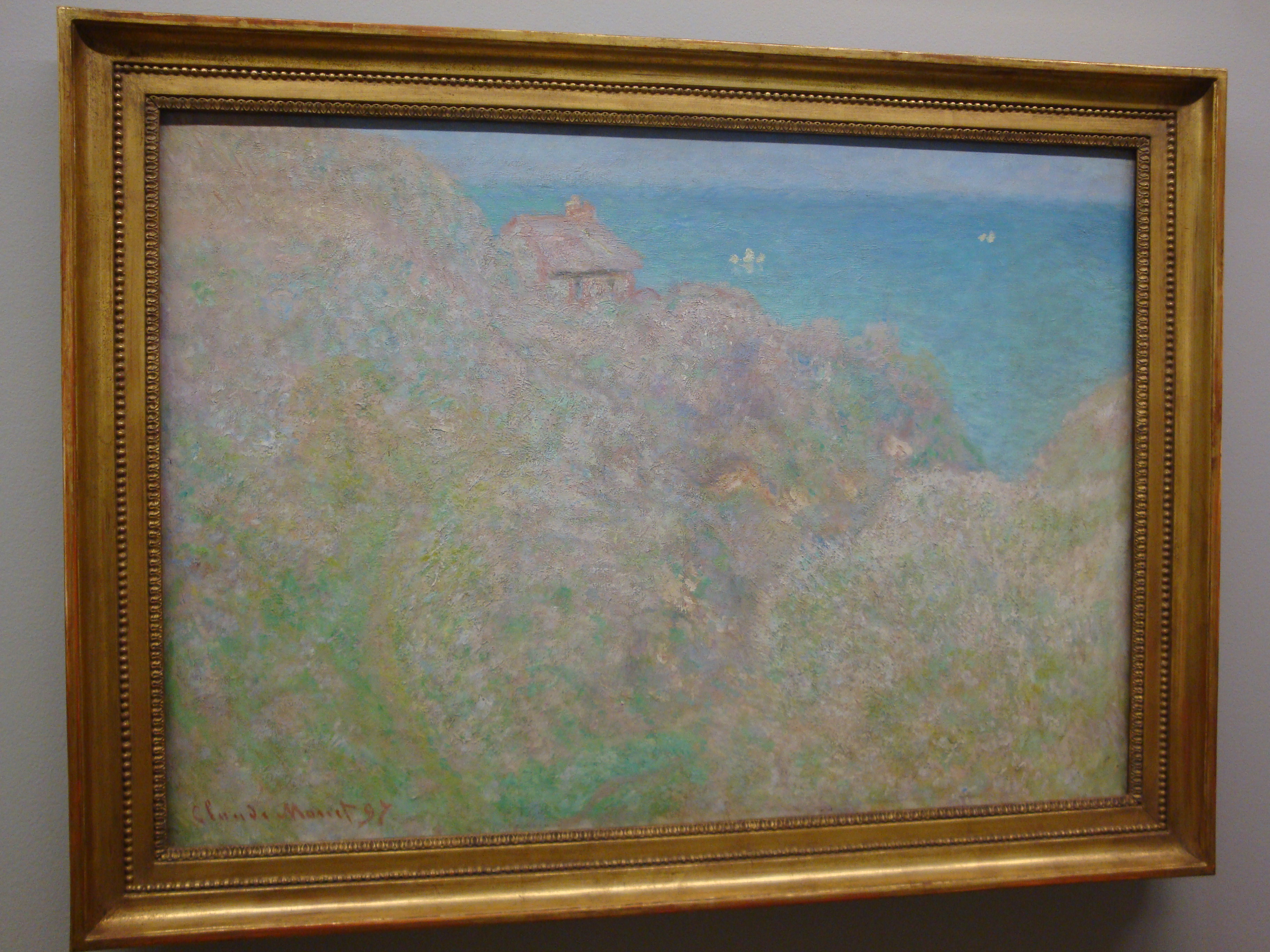
Les Falaises de Varengeville - 1897 - Claude Monet.

### Héraldique
| Blason de Varengeville-sur-Mer | Blason  | De gueules à une molette de huit rais d'argent ajourée d'azur, au chef aussi d'argent chargé d'un lion passant du champ. |
| Blason de Varengeville-sur-Mer | Détails | Le statut officiel du blason reste à déterminer.                                                                         |

## Pour approfondir